# Mena, Arkansas
Mena är en stad (city) i Polk County, i delstaten Arkansas, USA. Enligt United States Census Bureau har staden en folkmängd på 5 723 invånare (2011) och en landarea på 17,4 km². Mena är huvudort i Polk County.